# Rade Prica
Rade Stanislav Prica est un footballeur suédois d'origine serbe et croate né le 30 juin 1980 à Ljungby, évoluant au poste d'attaquant.

## Biographie
Il est transféré à Rosenborg le 9 mars 2009 car en manque de temps de jeu à Sunderland. 

## Sélection
- 14 sélections et 2 buts avec l'équipe de Suède depuis 2001.

## Palmarès

### En club
Helsingborgs IF
- Champion de Suède (1) : 1999

 AaB Ålborg
- Champion du Danemark (1) : 2008

 Rosenborg BK
- Champion de Norvège (2) : 2009, 2010
- Vainqueur de la Supercoupe de Norvège (1) : 2010

 Maccabi Tel-Aviv
- Championnat d'Israël (3) : 2013, 2014 et 2015
- Coupe d'Israël (1) : 2015

### Distinctions personnelles
- Meilleur buteur du Championnat du Danemark en 2007.
- Meilleur buteur du Championnat de Norvège en 2009.